# Marc Rylewski
Marc Rylewski est un photographe et vidéaste français né le 7 mai 1969. Il a travaillé en tant que paparazzi et réalisateur aux États-Unis.

## Biographie
Marc Rylewski, aussi connu sous le pseudonyme Isadora Duncan, grandit entre Saint-Rémy-lès-Chevreuse, Gif-sur-Yvette et Bourg-la-Reine. Il fait son service militaire à 20 ans au 13e Bataillon de Chasseurs Alpins de Chambéry en 1989.
En 2002, il réalise le film Killer Cop aux États-Unis narrant l'histoire d'un policier psychotique dans une émission de téléréalité, et en 2012 le court-métrage Children of the Revolution pour un concours d'Arte. Il réalise un film pour Roland Ratsiraka alors qu'il était caméraman lors de l'élection présidentielle malgache de 2013.

### Paparazzi
Entre 2003 et 2007, il vend ses clichés de stars en haute définition sur son site Ins7ght. En 2006, il s'intéresse à l'affaire du Bugaled Breizh et ouvre un blogue consacré à l'affaire, dans lequel il se présente comme un détective privé. Il soupçonne l'affaire d'être un complot d'État.
Son intérêt pour l'affaire du Bugaled Breizh le pousse à créer le procédé pour lequel il est aujourd'hui connu qui est d'interpeller des célébrités dans la rue pour leur poser des questions sur un sujet polémique. Il interpelle ainsi Bruno Masure, Patrick Poivre d'Arvor, Philippe Gildas, Michel Drucker et Michèle Alliot-Marie au sujet de l'affaire. Il retente le même coup avec les attentats du 11 septembre 2001, et demande à Frédéric de l'émission Koh-Lanta : Caramoan et à Bénabar leur avis sur la théorie de l'attentat sous fausse bannière fomenté par le gouvernement américain. Sur la même chaîne YouTube, il publie également certaines de ses « paparazzades » de diverses personnalités comme Diam's, Nolwenn Leroy, Michaël Youn ou les Tokio Hotel.

### Youtubeur
En octobre 2018, il sort une vidéo, sur sa chaîne YouTube Isadora Duncan, où il interroge Antoine Spire, vice-présidence la LICRA, Alexis Lacroix, directeur délégué de la rédaction de L'Express, et François Sureau, chroniqueur de La Croix, à propos d'Israël et des comptes de la LICRA. Ils le soupçonnent d'être un « copain de Soral ». Dans cette vidéo, il va également à la rencontre du président de la LICRA, Mario Stasi. 
Depuis décembre 2018, il se déclare « journaliste de rue » ou « journaliste gilet jaune » et publie une série de vidéos où il interpelle des personnalités politiques, médiatiques et artistiques dans la rue, pour leur poser des questions impertinentes. Il fait le buzz avec son interview de Jean-Michel Aphatie où il lui demande ce qu'il pense de la quenelle. Dans une autre vidéo, il interroge le secrétaire d'État Mounir Mahjoubi sur les gilets jaunes et compare la répression du mouvement à un prétendu passage du Talmud qui tiendrait les non-juifs pour des « chiens » et du « bétail ».
Il publie également sur cette chaîne une vidéo tournée en 2013 à la sortie des studios de Canal+ où il tente de faire signer une pétition pour le droit à la quenelle à plusieurs animateurs.
En janvier 2019, Jean-Michel Aphatie s'exprime sur son interpellation par Marc Rylewski dans l'émission Balance ton post !. En février 2019, il interpelle Alain Finkielkraut alors qu'il se fait interviewer dans la rue et dérange une journaliste de l'émission Quotidien. À la suite de cela, les images où il interpelle Finkielkraut sont diffusées dans l'émission. Le 23 février 2019, il interviewe le président français Emmanuel Macron au salon de l'agriculture.
Dans un tweet du 8 mars 2019, la LICRA l'accuse de travailler pour une chaîne proche du premier ministre hongrois Viktor Orbán et appelle à signaler ses vidéos pour atteinte à la vie privée. Le 28 mars, Marc Rylewski fait une vidéo de plus d'une heure dans laquelle il interpelle puis s'entretient avec Michaël Youn.
Le 9 avril, Marc Rylewski publie une vidéo se passant lors d'une manifestation des gilets jaunes et interviewe plusieurs manifestants dont Francis Lalanne. Le 28 avril, il s'entretient avec Alain Soral dans une vidéo de 35 minutes. Contrairement aux autres vidéos dans lesquelles il interpelle des personnalités, la rencontre est arrangée au préalable.
Dès le 11 mai, dans une interview de Mike Borowski, il annonce être interdit de paraître dans le 15e arrondissement de Paris, où se trouvent les sièges de plusieurs médias, et lancer une agence Isadora Duncan pour acheter des vidéos dans l'esprit des siennes, et propose de former des vidéastes. Le 12 mai, il publie une interview de Mike Borowski sur sa chaîne YouTube. Le 14 mai, il publie la première vidéo d'un autre « journaliste de rue », Sami Vench, qui interviewe Laurent Baffie, Nicolas Domenach et Laurent Boyer. Le 17 mai, il publie une vidéo dans laquelle il forme des apprentis "journalistes de rue", qui s'essaient à l'exercice sur Stéphane Bern, Amélie de Montchalin et Pascal Praud.

## Affaires judiciaires
Le 7 mai 2019, Marc Rylewski est placé en garde à vue pour des faits de harcèlement envers la journaliste Audrey Crespo-Mara. Il a à ce moment-là déjà publié quatre vidéos dans lesquelles il interpelle la journaliste. On peut d'ailleurs la voir dans l'une d'elles se plaindre de se faire harceler par Rylewski. Il est jugé pour ces faits en octobre 2019. Il est condamné le 4 décembre 2019 à dix mois de prison avec sursis, 5 000 euros d’amende, ainsi qu’à deux ans de mise à l’épreuve et une interdiction d’entrer en contact avec Audrey Crespo-Mara.